# فينيكس رايت: إيس أتورني: دوال ديستنيز
فينيكس رايت: إيس أتورني: دوال ديستنيز (بالإنجليزية: Phoenix Wright: Ace Attorney - Dual Destinies) (باليابانية: 逆転裁判5 غياكتين سايبان 5) هي رواية مرئية من إنتاج كابكوم، واللعبة الخامسة في سلسلة ألعاب إيس أتورني.

## القصة
بعد عام من أحداث اللعبة السابقة، يحل عصر مظلم على النظام الجنائي، حيث زعزعت الإتهامات الخاطئة والأدلة الزائفة ثقة الشعب بالمحكمة. يعود فينيكس رايت إلى قاعة المحكمة، وبجانبه أبولو جاستيس ومحامية الدفاع التي تم تعيينها حديثاً أثينا سايكس، من أجل إنهاء العصر المظلم.

## الشخصيات
- فينيكس رايت
- أبولو جاستيس
- أثينا سايكس
- سايمون بلاكويل
- بوبي فولبرايت
- القاضي
- تروسي رايت
- جونيبر وودز
- بيرل فاي

### إنقلاب العد التنازلي
- غاسبن بين
- كانديس أرم
- تيد تونيت

### الإنقلاب الوحشي
- ريكس كيوبي
- داميان تينما
- جينكسي تينما
- فينياس فيلتش
- فلوران لبيل

### أكاديمية الإنقلاب
- كلافير غافين
- هيو أوكونور
- روبن نيومان
- ميريام سكاتلبات
- كونستانس كورت
- أريستوتل مينز

### إنقلاب الفضاء/إنقلاب من أجل الغد
- كلاي تيران
- سولومون ستارباك
- يوري كوزموس
- أورا بلاكويل
- ميتيس سايكس
- مايلز إدجوورث

### استعادة الإنقلاب
- أورا شيبلي
- ساشا باكلر
- جاك شيبلي
- مارلون رايمز
- هيرمان كراب
- نورما ديبلوم
- أزورا سمرز

## وصلات خارجية
- فينيكس رايت: إيس أتورني: دوال ديستنيز في قاعدة بيانات الرواية المرئية